# Tamera Young
Tamera Yvonne Young (Wilmington, 30 ottobre 1986) è un'ex cestista statunitense, professionista nella WNBA.

## Carriera
È stata selezionata dalle Atlanta Dream al primo giro del Draft WNBA 2008 (8ª scelta assoluta).